# Штар, Адольф Вильгельм
Адольф Вильгельм Теодор Штар (нем. Adolf Wilhelm Theodor Stahr ; 22 октября 1805, Пренцлау, Бранденбург — 3 октября 1876, Висбаден) — немецкий прозаик, критик, литературовед, историк литературы и искусства. Педагог.

## Биография
Сын пастора. С 1825 года по настоянию родителей изучал теологию в университете Галле, но вскоре перешёл на филологический факультет. 
После окончания университета десять лет преподавал в Королевском училище в Галле. В 1828 г. получил докторскую степень. В 1834 году женился на дочери проповедника.
В 1836 году стал вице-канцлером и профессором гимназии в Ольденбурге. В 1845 году совершил поездку в Италию, Швейцарию и Францию, где познакомился с Генрихом Гейне. В конце 1845 года в Риме он встретил писательницу Фанни Левальд. Эта встреча переросла в бурный роман, и в последующие годы пара совершила несколько совместных поездок, любовники писали и работали вместе. Л. Штар не желал оставить свою жену и пять детей, в то же время он не мог порвать с Фанни. Этот треугольник был особенно мучителен для Ф. Левальд, так как проходили годы, в течение которых она виделась со Штаром лишь несколько недель. Наконец осенью 1852 года Штар вышел на пенсию и перебрался в Берлин к Фанни. Впрочем, его бракоразводный процесс длился ещё 2,5 года.
В 1855 году он женился на Фанни Левальд и посвятил себя полностью литературной деятельности.
В последние годы жизни болел, страдая от тяжёлой пневмонии. Умер  во время лечения на курорте Висбадена.

## Творчество
Трудясь над объяснением сочинений Аристотеля, он напечатал «Aristotelia» (Галле, 1830—1832), «Aristoteles bei den Römern» (Лейпциг, 1834), обработку Аристотелевской «Politik» (там же, 1836—38), «Aristoteles und die Wirkung der Tragödie» (Б., 1859) и перевод Аристотелевых «Пиитики», «Политики», «Риторики» и «Этики» (Штутгарт, 1860—63). Одновременно с этим Л. Штар интересовался и новейшей литературой. Он издал рукопись Гётевской «Iphigenie», которую нашёл в ольденбургской библиотеке, и написал «Charakteristik Immermanns» (Гамбург, 1842). Совершённое им в 1845 г. путешествие в Италию описано им в яркой и популярной книге: «Ein Jahr in Italien» (Ольденбург, 1847—50; 4 изд., там же, 1874). 
Поэтические опыты Л. Штара  в романе «Die Republikaner in Neapel» (Берлин, 1849) и в поэме «Ein Stück Leben» (там же, 1869) были неудачны, и он обратился к многочисленным критическим очеркам, этюдам и самостоятельным сочинениям по истории литературы и искусства: «Torso; Kunst, Künstler und Kunstwerke der Alten» (Брауншвейг, 1854—55; 2-е изд., 1878), «Lessing, sein Leben und seine Werke», популярная биография и характеристика (Б., 1859; 9 изд., 1887), «Fichte, ein Lebensbild» (там же, 1862), «Goethes Frauengestalten» (там же, 1865—68; 8 изд., 1891), «Kleine Schriften zur Litteratur und Kunst» (там же, 1871—75). 
Из его воспоминаний и из описаний многочисленных путешествий, которые он предпринимал вместе с Фанни Левальд, можно отметить книги: «Die preussische Revolution» (Ольденбург, 1850; 2 изд., 1852); «Weimar und Jena» (дневник, там же, 1852; 3-е изд., 1892); «Zwei Monate in Paris» (там же, 1851); «Nach fünf Jahren» (парижские этюды, там же, 1852); «Herbstmonate in Oberitalien» (там же, 1860; 3 изд., 1884); «Ein Winter in Rom» (вместе с Фанни Левальд, Б., 1869; 2-е изд., 1871). 
В сочинении «Aus der Jugendzeit» (Шверин, 1870—77) Л. Штар изобразил свою молодость. Жестокие нападки вызвали его «Bilder aus dem Altertum» (Б., 1863—66); «Tiberius» (2-е изд., 1878); «Kleopatra» (2-е изд., 1879); «Romische Kaiserfrauen» (2-е изд., 1880); «Agrippina, die Mutter Neros» (2 изд., 1880), в которых он пытался подорвать сложившиеся, главным образом, на основании Тацита, исторические представления об этих лицах и реабилитировать их.
Из резкого критика Пруссии после основания империи Л. Штар стал поклонником Бисмарка. Из его многочисленных филологических и литературных критических сочинений широко известна его биография Лессинга, которая за последние 33 года выдержала 9 переизданий, а также его книга «Женские фигуры Гёте», которая за 8 лет после опубликования была переиздана 8 раз.